# Nail Galimov
Nail Galimov (en ruso: Наиль Хаматхасанович Галимов; Shurab, RSS de Tayikistán; 6 de marzo de 1966-28 de julio de 2024) fue un futbolista y entrenador de fútbol tayiko que jugó en la posición de delantero.

## Carrera

### Jugador
| Periodo   | Club                |
| --------- | ------------------- |
| 1984      | FK Khujand          |
| 1985-1991 | FC Lokomotiv Chita  |
| 1991-1992 | Bug Wyszków         |
| 1992      | FC Lokomotiv Chita  |
| 1993      | FC Luch Vladivostok |
| 1994–2002 | FC Lokomotiv Chita  |

### Entrenador
Dirigió al FC Chita en 2006, aunque en toda su carrera estuvo como entrenador adjunto en el club entre 2003 y 2022.